# Tira öar
Tira öar este o arie protejată (arie specială de conservare — SAC, sit de importanță comunitară — SCI, arie de protecție specială avifaunistică — SPA) din Suedia întinsă pe o suprafață de 732,2 ha, integral pe uscat.

## Localizare
Centrul sitului Tira öar este situat la coordonatele 56°56′39″N 13°40′33″E / 56.9443°N 13.6757°E.

## Înființare
Situl Tira öar a fost declarat sit de importanță comunitară în decembrie 1995 pentru a proteja 7 specii de animale. Alte tipuri de protecție:
- arie de protecție specială avifaunistică (în martie 1996)[2]
- arie specială de conservare (în martie 2011)[1][3][4]

## Biodiversitate
Situată în ecoregiunea boreală, aria protejată conține 3 habitate naturale: Ape stătătoare oligotrofe până la mezotrofe, cu vegetație de Littorelletea uniflorae și/sau de Isoëto-Nanojuncetea, Păduri pe pante, grohotișuri și ravene de Tilio-Acerion, Taiga vestică.
La baza desemnării sitului se află mai multe specii protejate de  păsări (7): cocoșul de mesteacăn (Bonasa bonasia), ciocănitoare neagră (Dryocopus martius), cufundar polar (Gavia arctica), vultur pescar (Pandion haliaetus), viespar (Pernis apivorus), Phalacrocorax carbo sinensis, chiră de baltă (Sterna hirundo).